# Театинска църква (Мюнхен)
Театинската църква (на немски: Theatinerkirche, Stiftskirche St. Kajetan) е дворцовата католическа църква „Св. Кайетан“ в Мюнхен. Построена е в италиански късен бароков стил. Намира се на Театинерщрасе 22 в центъра на Мюнхен.
През 1659 г. Хенриета Аделхайд Савойска, съпругата на курфюрст Фердинанд Мария, обещава да построи „най-хубавата и скъпа църква“ в знак на благодарност, когато се роди престолонаследник. Това става след три години и синът, и по-късен курфюрст, е Макс Емануел. На 11 юли 1662 г. Агостино Барели от Болоня получава задачата да направи плана. На 29 април 1663 г. се поставя основния камък. Строи се по пример на майката църква на Театинския орден, Сант Андреа делла Валле, в Рим от 16 век. Строителството се ръководи от Антонио Спинели, но той строи до 1674 г. и напуска Мюнхен. Същата година Енрико Зукали поема ръководството на довършителните работи. На 11 юли 1675 г. църквата е осветена.

## Княжеска гробница
Театинеркирхе служи за придворна църква, в нея се намира княжеска гробница, която наред с подобната и в църква Свети Михаил и „Фрауенкирхе“ изпълнява функция на гробница на управляващата в Бавария династия Вителсбахи. При това, съществува традиция за погребване на сърцето в капела в Алтетинге. В настоящи времена в гробницата са погребани 49 представители на династия Вителсбахи.
1. Фердинанд Мария, курфюрст на Бавария (31 октомври 1636 – 26 май 1679) – (син на курфюрст Максимилиан I)
2. Хенриета Аделхайд Савойска (6 ноември 1636 – 13 юни 1676 г.) – (съпруга на Фердинанд Мария)
3. Максимилиан Емануел, курфюрст на Бавария, управител на испанска Нидерландия (11 юли 1662 г. – 26 февруари 1726 г.) – (син на Фердинанд Мария)
4. Тереза Кунегунда Собиеска (4 март 1676 – 10 март 1730) – (2-ра съпруга на Максимилиан II Емануел)
5. Фердинанд Мария Иноценц Баварски (5 август 1699 – 9 декември 1738 г.) – (син на Максимилиан II Емануел)
6. Максимилиан Франсоа Йозеф от Бавария (11 април 1720 – 28 април 1738 г.) – (син на Фердинанд Мария Иноценц Баварски)
7. Клеменс Франц Баварски (19 април 1722 – 6 август 1770 г.) – (син на Фердинанд Мария Иноценц Баварски)
8. Мария Анна фон Пфалц-Зулцбах (22 юни 1722 – 25 април 1790 г.) – (съпруга на Клеменс Франц Баварски)
9. Карл VII, император на Свещената Римска империя, курфюрст на Бавария (6 август 1697 – 20 януари 1745) – (син на Максимилиан II Емануел и Тереза Кунегунда Sobieska)
10. Мария-Амалия Хабсбург-Австрийска (22 октомври 1701 – 11 декември 1756) – (съпруга на Карл VII на Свещената Римска империя)
11. Мария Анна Баварска (1734 – 1776) (7 август 1734 – 7 май 1776) – (дъщеря на Карл VII император на Свещената Римска империя)
12. Максимилиан III Йозеф (Бавария), курфюрст на Бавария (28 март 1727 – 30 декември 1777 г.)-(син на Карл VII император Свещената Римска империя)
13. Мария Анна Саксонска (1728 – 1797) (29 август 1728 – 17 февруари 1797) – (съпруга на Максимилиан ІІІ Йозеф)
14. Карл Теодор, курфюрст Пфалц и Бавария (10 декември 1724 – 16 февруари 1799)-]] (син на Йохан Христиан Йозеф)
15. Максимилиан I, курфюрст Пфалц и крал на Бавария (27 май 1756 – 13 октомври 1825 г.) – (син на Фридрих Михаел фон Пфалц-Цвайбрюкен)
16. Каролина Баденска (13 юли 1776 – 13 ноември 1841) – (2 съпруга на крал Максимилиан I

-ви)
1. син, мъртвороден на 5 септември 1799 – син на крал Максимилиан I
2. Максимилиан (28 октомври 1800 – 12 февруари 1803) – (син на Максимилиан I)
3. Mаксимилиана от Бавария (21 юли 1810 – 4 февруари 1821) – (дъщеря на Максимилиан I)
4. Ото I Гръцки, крал на Гърция (1 юни 1815 – 26 юли 1867) – (син на Лудвиг I)
5. Амалия Олденбургска (21 декември 1818 – 20 май 1875 г.) – (съпруга на Ото I крал на Гърция)
6. Луитполд Баварски (12 март 1821 – 12 декември 1912) – (син на Лудвиг I (Бавария))
7. Аугуста Хабсбург-Тоскана (1 април 1825 – 26 април 1865 г.) – (съпруга на Луитполд Баварски Вителсбах)
8. Тереза на Бавария (12 ноември 1850 – 19 септември 1925 г.) – (дъщеря на Луитполд Баварски де Вителсбах)
9. Арнул от Бавария (6 юли 1852 – 12 ноември 1907 г.) – (син на Луитполд Баварски де Вителсбах)
10. Тереса от Лихтенщайн (28 юли 1850 г. – 13 март 1938 г.) – (съпруга на Арнолд)
11. Хенри от Бавария (24 юни 1884 г. – 8 ноември 1916 г.) – (син на Арнолд Бавария)
12. Александра Амалия Баварска (26 август 1826 – 21 септември 1875 г.) – (дъщеря на Лудвиг I)
13. Рупрехт от Бавария (18 май 1869 – 2 август 1955 г.) – (син на Лудвиг III Баварски)
14. Мария Габриел в Бавария (9 октомври 1878 – 24 октомври 1912) – (1-ви съпруга на Rupprecht)
15. Луитполд от Бавария (8 май 1901 – 27 август 1914 г.) – (син на Руппрехт от Бавария и Мария Габриел в Бавария)
16. Ирменгард Бавария (21 септември 1902 – 21 април 1903 г.) – (дъщеря на Руппрехт от Бавария и Мари Габриел в Бавария)
17. момиче през 1906 г. (дъщеря на Рупрехт от Бавария и Мари Габриел)
18. Родол от Бавария (30 май 1909 – 26 юни 1912 г.) – (син на Рупрехт от Бавария и Мария Габриел в Бавария)

## Крипта
- крал Максимилиан ІІ Баварски
- кралица Мария де Хохенцолерн
- император Карл VII
- Ото I Гръцки
- Амалия Олденбургска
- Луитполд Баварски